# Lobini
A Lobini foi uma fabricante brasileira de automóveis. Fundada em 1999 pelos empresários José Orlando Lobo e  Fábio Birolini (a combinação dos sobrenomes dos dois deu origem à marca Lobini). 
Em 2006 a Brax Automóveis adquiriu a Lobini e sua fábrica localiza-se em Cotia (SP). Seu único modelo atual é o famoso e esportivo Lobini H1. Seu motor é um 1.8 20V turbo, derivado de seu concorrente Golf GTI. 
Em 2006 a Lobini mostrou seu novo modelo no Salão do Automóvel de São Paulo, o Lobini R, versão racing da marca com um novo conceito, um carro que custará cerca R$ 80.000,00, e que foi melhor avaliado que outros do mesmo valor como o Ford Fusion, e era um carro que teria seu uso voltado à popularização da marca já que sua velocidade é aproximada à do modelo H1. Foi um carro-conceito popular da Lobini, que deveria ter seu lançamento em 2008. 

## Modelos
- H1
- R

## Produção
| Ano     | Produção (unidades) |
| ------- | ------------------- |
| 2000[a] | 1                   |
| 2001    | 0                   |
| 2002[a] | 1                   |
| 2003[a] | 1                   |
| 2004    | 0                   |
| 2005    | ?                   |
| 2006    | ?                   |
| 2007    | 17                  |
| 2008    | 7                   |
| 2009    | 5                   |
| 2010    | 11                  |
| 2011    | 27                  |
| Total   | 69                  |

- a.^ As unidades mencionadas são protótipos.